# Brodowski
Brodowski, amtlich portugiesisch Município de Brodowski, ist eine Gemeinde im Nordosten des brasilianischen Bundesstaates São Paulo und liegt 30 Kilometer von Ribeirão Preto entfernt. Sie gehört zu deren Metropolregion Ribeirão Preto. Zum 1. Juli 2020 wurde die Bevölkerung auf 25.277 Einwohner geschätzt.

## Geschichte
Die Entstehung der Gemeinde Brodowski ist Oberst Lúcio Eneas de Melo Fagundes zu verdanken, der der Eisenbahngesellschaft Companhia Mogiana de Estradas de Ferro für das 1873 begonnene Projekt der Strecke von Campinas nach Moji-Mirim ein Gelände für den Bau einer Bahnstation überließ. Die Station wurde zu Ehren des damaligen, den Bau leitenden polnischen Ingenieurs Alexander Brodowski (1856–1899) benannt. Rund um die Station entwickelte sich ein Städtchen, das sich zur Stadt Brodowski entwickelte, die schließlich per Gesetz am 22. August 1913 das Stadtrecht verliehen bekam.

## Persönlichkeiten
In Brodowski befindet sich das Haus, in dem der berühmte brasilianische Maler Candido Portinari (1903–1962) am 29. Dezember 1903 geboren wurde. Hier verbrachte der Künstler seine Kindheit und Jugend. Im Atelier des Hauses, das man besichtigen kann, sind bedeutende Werke des Malers entstanden, wie zum Beispiel die 21 Ölgemälde der Igreja Matriz de Bom Jesus de Cana Verda (Mutterkirche in der Nachbarstadt Batatais).